# 圣安斯格 (艾奥瓦州)
聖安斯格（英語：St. Ansgar）是一個位於美國愛荷華州米切爾縣的城市。

## 地理
聖安斯格的座標為43°22′44″N 92°55′10″W / 43.37889°N 92.91944°W，而該地的平均海拔高度為357米（即1171英尺）。

## 人口
根據2010年美國人口普查的數據，聖安斯格的面積為2.67平方千米，當中陸地面積為2.67平方千米，而水域面積為0.00平方千米。當地共有人口1107人，而人口密度為每平方千米414人。